# Wegenstetten
Wegenstetten (toponimo tedesco) è un comune svizzero di 1 075 abitanti del Canton Argovia, nel distretto di Rheinfelden.

## Monumenti e luoghi d'interesse

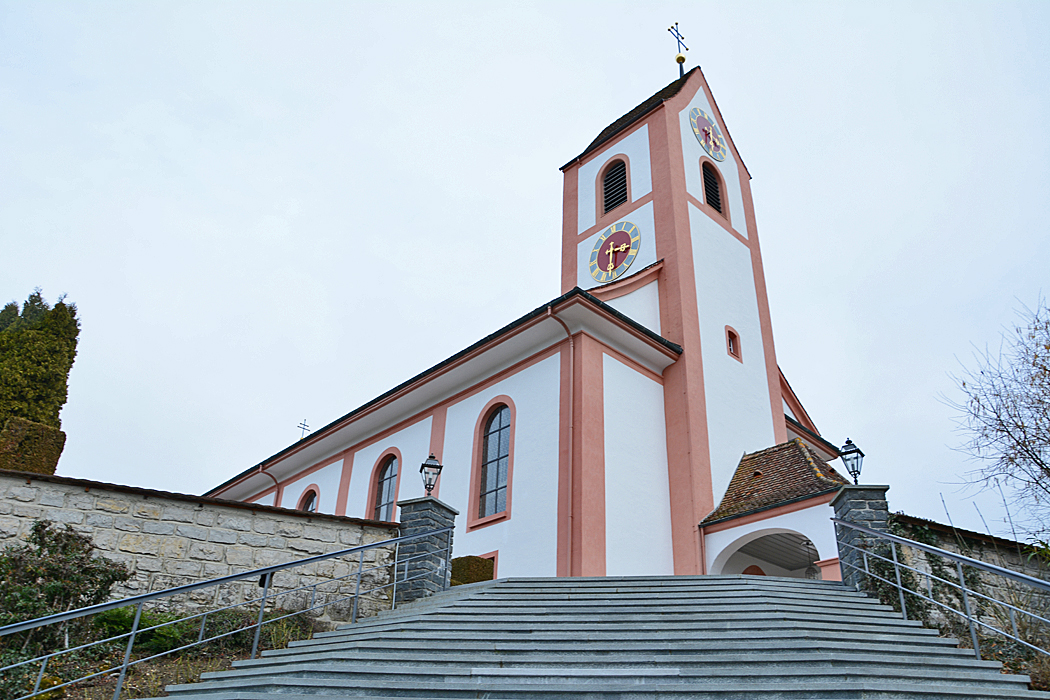
La chiesa cattolica di San Michele

- Chiesa cattolica di San Michele, ricostruita nel 1741 da Giovanni Gaspare Bagnato[1].

## Società

### Evoluzione demografica
L'evoluzione demografica è riportata nella seguente tabella:
Abitanti censiti

## Economia

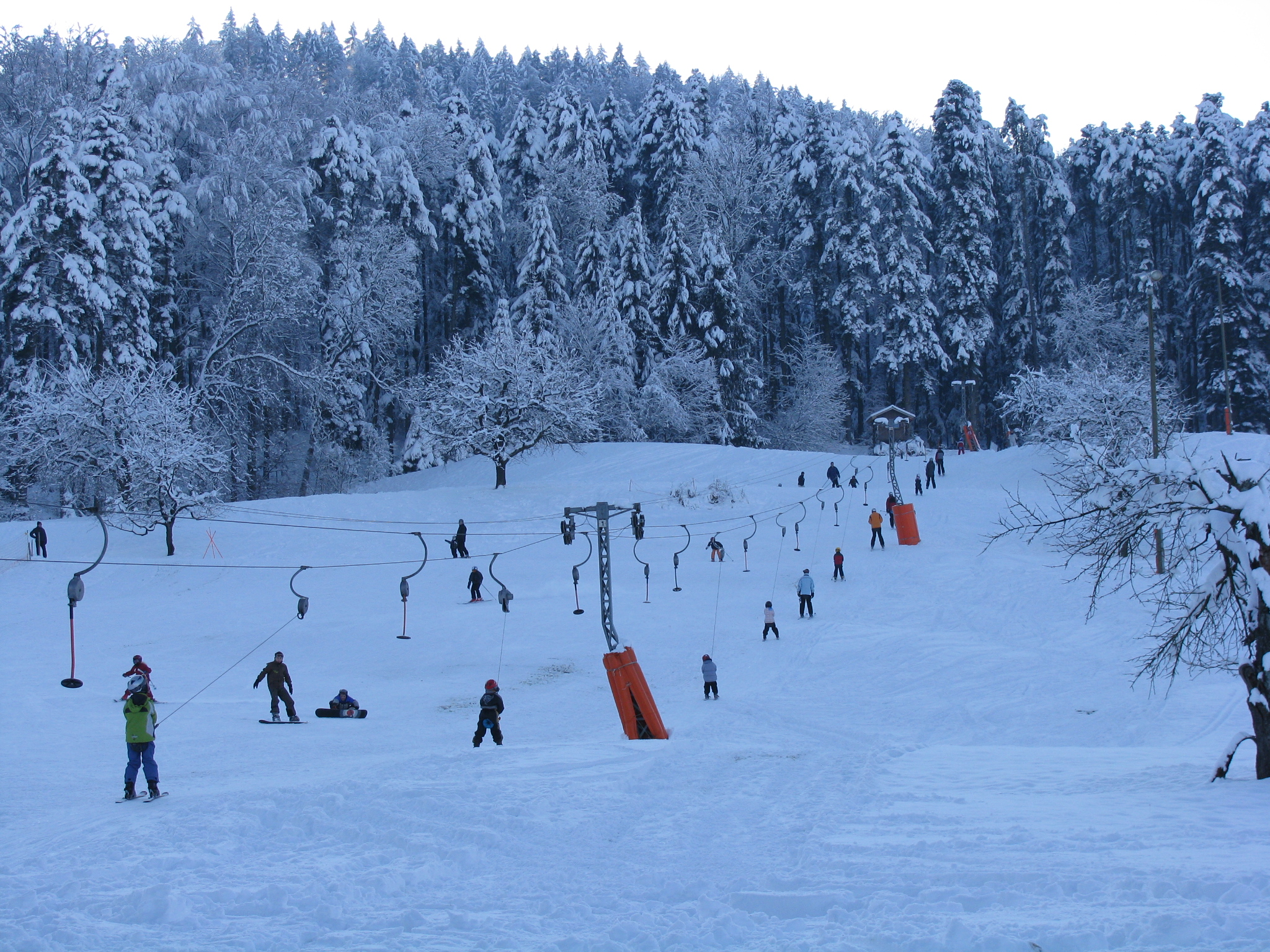
Gli impianti sciistici di Föhrlimatt

Sul territorio di Wegenstetten sorge la stazione sciistica di Föhrlimatt.

## Amministrazione
Ogni famiglia originaria del luogo fa parte del cosiddetto comune patriziale e ha la responsabilità della manutenzione di ogni bene ricadente all'interno dei confini del comune.